# Ángeles Balbiani
Ángeles Balbiani est une actrice argentine née le 7 août 1981 ou 1982 à Buenos Aires en Argentine.

## Biographie
Elle présente Intrusos en el espectáculo entre 2018 et 2020,.

## Vie privée
En décembre 2021, elle donne naissance un fils.

## Filmographie

### Séries télévisées[2]
- 2002-2003 : Rebelde Way (130 épisodes) : Felicitas 'Feli' Mitre, Felicitas Mitre[6],[7]
- 2004 : Floricienta (20 épisodes) : Sofía Santillán, Sofía Santillán Torres-Oviedo
- 2007 : La familia P. Luche (en) (1 épisode) : Coja